# التنستاد، آپر باواریا
التنستاد، آپر باواریا (به آلمانی: Altenstadt, Upper Bavaria) یک شهر در آلمان است که در بایرن واقع شده‌است.

## خصوصیات
التنستاد ۱۸٫۶۶ کیلومترمربع مساحت دارد ۷۲۲ متر بالاتر از سطح دریا واقع شده‌است.